# Prosoplus parapaganus
Prosoplus parapaganus là một loài bọ cánh cứng trong họ Cerambycidae.